# Amerika Kapitány: Szép új világ
Az Amerika Kapitány: Szép új világ (eredeti cím: Captain America: Brave New World) 2025-ben bemutatott amerikai szuperhősfilm Julius Onah rendezésében. Gyártója a Marvel Studios, forgalmazója a Walt Disney Studios Motion Pictures. A film A Sólyom és a Tél Katonája közvetlen folytatása, valamint a három Amerika kapitány film folytatása, egyúttal a Marvel-moziuniverzum (MCU) harmincötödik filmje. A forgatókönyvet Malcolm Spellman és Dalan Musson írta. A főszerepben Anthony Mackie, Harrison Ford, Danny Ramirez, Carl Lumbly, Tim Blake Nelson, Shira Haas és Liv Tyler látható.
Az Egyesült Államokban 2025. február 14-én mutatta be a Walt Disney Pictures. Magyarországon egy nappal korábban, 2025. február 13-án került mozikba a Fórum Hungary forgalmazásában.

## Cselekmény
A Tiamut nevű Égi lény megjelenését követően, amelyet most „Égi szigetként” emlegetnek, egy új fém, az adamantium utáni fegyverkezési verseny veszi kezdetét, amelyet a szigeten fedeztek fel. Thaddeus Ross-t az Egyesült Államok elnökévé választják azzal a programmal, hogy egyenlő kereskedelmi feltételeket tárgyaljon ki a fémmel kapcsolatban más országokkal. Öt hónappal később Ross felkéri Sam Wilsont és az új Sólymot, Joaquin Torrest, hogy akadályozzanak meg egy illegális adamantium-üzletet, amelyet Japánból loptak el, és amelyet a Kígyósok és annak vezetője, Csörgőkígyó próbál eladni Oaxaca városában. A küldetés sikeres teljesítése után Wilson bemutatja Torrest Isaiah Bradley-nek további kiképzés céljából.  
Wilson egy hívást kap Ross-tól, aki meghívja a Fehér Házba, és kéri, hogy vigye magával Torrest és Bradley-t is. A Fehér Házban Ross ismerteti tervét, miszerint az ő irányítása alatt újra akarja szervezni a Bosszúállókat. Wilson habozik, mivel nem bízik Ross korábbi szuperhős-kezelési módszereiben. Miközben Ross épp a nemzetközi vezetőkhöz szól, felcsendül a „Mr. Blue” című dal, amely hatására Bradley és további négy férfi agymosás áldozatává válik, és megtámadják Ross-t és a többi méltóságot. Miután visszanyerik öntudatukat, Ross biztonsági főnöke, Ruth Bat-Seraph, az izraeli Fekete Özvegy elfogja őket.
Eltökélten, hogy megmentse Bradley-t, Wilson és Torres nyomozásba kezdenek, amely során Wilson összecsap Csörgőkígyóval és elfogja őt. Egy hívásjel nyomát követve egy rejtett fekete műveleti bázisra, a virginiai táborba jutnak. Nem sokkal később egy agymosott börtönőr meggyilkolja Ross összes támadóját Bradley kivételével, majd öngyilkosságot követ el. Miközben Ross tovább tárgyal a szerződésről, végül felfedezi, hogy a háttérben Samuel Sterns áll, aki a tábor rabja. Sterns Bruce Banner vérének hatására rendkívüli intelligenciára tett szert, ám Ross elfogatta és bűnbakként állította be az Förtelem tombolásáért. Ross arra kényszerítette Sternst, hogy a hadsereg számára fejlesszen technológiát, valamint egy olyan gyógyszert is, amelyet titokban maga szedett, hogy elnöki ambícióit valóra váltsa, és szabadulását is megígérte neki. Sterns bosszúból szervezte meg az adamantium-üzletet, valamint a „Mr. Blue” dal segítségével Bradley és mások agymosását, mivel Ross megszegte a szabadon bocsátására tett ígéretét.
Wilson és Torres behatolnak a táborba, ahol szembekerülnek Sternsszel. Sterns katonákat küld rájuk, de Bat-Seraph kimenti őket. Később, miután Wilson találkozik Csörgőkígyóval, rájön, hogy Sterns terve az, hogy lejárassa Ross hírnevét azáltal, hogy háborút szít az Egyesült Államok és szövetségesei között Ross vezetése alatt. Ennek érdekében Sterns hamisított információkat szivárogtat ki Japánnak, azt állítva, hogy az adamantiumlopás valójában Ross manipulációja volt. Ahogy a helyzet egyre feszültebbé válik, Ross és a japán miniszterelnök hadihajókat küldenek, hogy igényt tartsanak az Égi szigetre. Wilson, Torres és Bat-Seraph a szigetre utaznak, hogy megpróbálják enyhíteni a konfliktust, de Sterns közben két amerikai pilótát agymosással arra kényszerít, hogy támadást intézzenek a japán flotta ellen. Wilson és Torres sikeresen elfogják a gépeket, és meggyőzik a japánokat a visszavonulásról, de Torres súlyosan megsérül a harc során. Egy bizalmas beszélgetés során Ross elárulja Wilsonnak, hogy szívelégtelenségben szenved, és Sternsszel azért fejlesztette ki a gamma-sugárzással dúsított gyógyszereket, hogy meghosszabbítsa az életét. Ugyanakkor azért nem engedte el Sternst, mert attól tartott, hogy akkor nem kapná meg tovább a létfontosságú gyógyszereket.
Miután Bucky Barnes megpróbálja megvigasztalni Wilsont, Sterns önként megadja magát neki. Azonban mielőtt letartóztatnák, Sterns a sajtótájékoztató közben aktiválja a Ross szervezetében lévő gamma-sugárzást, aminek hatására Ross Vörös Hulkká alakul, és pusztítást végez a Fehér Házban. Wilson, tisztában lévén azzal, hogy fizikailag nem képes legyőzni Rosst, elcsalja őt Washington cseresznyefavirág-kertjébe, abban a reményben, hogy a helyhez kötődő emlékei – különösen elhidegült lánya, Betty Ross emléke – megállítják a tombolását. A két férfi végül küzdelembe bonyolódik, míg teljesen ki nem merülnek, és Ross visszaváltozik normális emberi alakjába. Az eset után Bradley-t felmentik a vádak alól, Torres magához tér, Ross-t pedig bebörtönzik a Raft nevű szigorúan őrzött létesítményben. Itt Wilson és Betty Ross meglátogatják őt.  
A stáblista után a börtönben raboskodó Sterns figyelmezteti Wilsont egy közelgő, más világokból érkező támadásra.

## Szereplők
| Szerep                                  | Színész                     | Magyar hang      | Leírás |
| --------------------------------------- | --------------------------- | ---------------- | --- |
| Sam Wilson / Amerika Kapitány           | Anthony Mackie              | Papp Dániel      | Bosszúálló és egykori mentőejtőernyős, akit a hadsereg légiharcra képzett ki egy speciálisan tervezett szárnypár segítségével. Steve neki adta a pajzsát és az Amerika kapitány címet.                                                               |
| Thaddeus „Mennydörgő” Ross / Vörös Hulk | Harrison Ford               | Csernák János    | Az Amerikai Egyesült Államok elnöke, korábban az Amerikai hadsereg tábornoka és az Egyesült Államok külügyminisztere volt. |
| Joaquin Torres / Sólyom                 | Danny Ramirez               | Nikas Dániel     | Az amerikai légierő főhadnagya, aki korábban Wilsonnal dolgozott, és felveszi a Sólyom felszerelést. |
| Ruth Bat-Seraph                         | Shira Haas                  | Kádár Kinga      | Izraeli származású, egykori Fekete Özvegy, aki magas rangú amerikai kormánytisztviselő, és Thaddeus Ross elnök közeli szövetségese. |
| Isaiah Bradley                          | Carl Lumbly                 | Borbiczki Ferenc | Afroamerikai koreai háborús veterán és szuperkatona, akit 30 évig bebörtönöztek és kísérleteztek rajta. |
| Leila Taylor                            | Xosha Roquemore             | Kanyó Kata       | Titkosszolgálati ügynök, aki Ross elnöknek dolgozik. |
| Seth Voelker / Csörgőkígyó              | Giancarlo Esposito          | Weil Róbert      | Tudós, aki a Kígyósok vezetője. |
| Rézfej                                  | Jóhannes Haukur Jóhannesson | Krausz Gergő     | A Kígyósok egyik brutális tagja, aki Sidewindernek dolgozik. |
| Dennis Dunphy                           | William Mark McCullough     | Tokaji Csaba     | Amerikai katonai parancsnok, aki Wilson szövetségese. |
| Betty Ross                              | Liv Tyler                   | Györgyi Anna     | Sejtbiológus, Thaddeus lánya és Bruce Banner volt barátnője. |
| Samuel Sterns / Vezető                  | Tim Blake Nelson            | Schnell Ádám     | Sejtbiológus, aki meg lett fertőzve Bruce Banner vérével, ami emberfeletti intelligenciát biztosított számára, miközben egy lehetséges ellenszert készített Banner állapotára.                                                                       |
| Ozaki                                   | Hira Takehiro               | Pataki Ferenc    | Japán miniszterelnöke. |
| Kapur                                   | Harsh Nayyar                | Szabó Endre      | India miniszterelnöke. |
| Bucky Barnes                            | Sebastian Stan              | Hamvas Dániel    | Kibernetikus karral rendelkező, feljavított katona és a Mennydörgők tényleges vezetője. A második világháborúban feltételezhetően meghalt, majd a jelenben újra felbukkant, mint agymosott bérgyilkos, mielőtt eltávolították volna a programozását. |

### Magyar változat
- Magyar szöveg: Gáspár Bence
- Szakértő: Aradi Gergely
- Felvevő hangmérnök: Jacsó Bence
- Vágó: Kajdácsi Brigitta
- Gyártásvezető: Gelencsér Adrienne
- Szinkronrendező: Tabák Kata
- Produkciós vezető: Hagen Péter

A szinkront a Disney Character Voices International megbízásából a Mafilm Audio Kft. készítette el.

## A film készítése
Kevin Feige, a Marvel Studios elnöke 2015 októberében azt mondta, hogy az Amerika Kapitány: Polgárháború Amerika kapitány trilógia lezárása, amelyben Chris Evans játszotta Steve Rogers-t. A Polgárháború volt Evans utolsó szerződtetett önálló Amerika kapitány-filmje, de nyitott volt arra, hogy a Bosszúállók: Végjáték után is meghosszabbítsa a szerződését. 2021 januárjában Evans állítólag közel állt ahhoz, hogy aláírja a szerződést, hogy újra eljátssza Steve Rogers szerepét legalább egy jövőbeli projektben.
2018 októberére a Marvel Studios egy limitált sorozatot fejlesztett a Disney+ számára, amelynek főszereplői Anthony Mackie és Sebastian Stan. Malcolm Spellmant alkalmazták a sorozat vezető írójaként, amelyet hivatalosan 2019 áprilisában jelentettek be A Sólyom és a Tél Katonája címmel. 2019 áprilisában a sorozat premierje előtt Mackie elmondta, hogy nem folytak tárgyalások egy második évadról, és a koronavírus-járvány miatt nem tudja, mikor fog legközelebb MCU-filmben szerepelni. Miután 2021. április 23-án megjelent A Sólyom és a Tél Katonája záró epizódja, kiderült, hogy Spellman egy negyedik Amerika kapitány-film forgatókönyvét dolgozza ki Dalan Mussonnal.

### Forgatás
A forgatás eredetileg 2023. március 21-én kezdődött a Trilith stúdióban Atlantában. A forgatás 2023. június 30-án fejeződött be.
Az időközben kialakult körülmények, mint az aktuális elnökválasztás és Jonathan Majors színész menesztése a Marveltől (aki Kangot alakította A Hangya és a Darázs: Kvantumánia című filmben), azonban megkavarták a forgatást, ezért utólagos pótforgatásokat és forgatókönyvi átírásokat eszközöltek.

## Fogadtatás
A kritikák egyértelműen amellett foglaltak állást, hogy míg Harrison Ford – aki William Hurt 2022-es halála után vette át Thaddeus Ross tábornok szerepét – alakítása kimondottan szórakoztató a filmben, a többi szereplő, beleértve a címszereplőt alakító Anthony Mackie-t is javarészt szürke és jellegtelen, akik csak sodródnak az eseményekkel; egyes vélemények szerint a karizma nélküli Mackie szinte mellékszereplő a filmben, ahol kiütközik, hogy Chris Evans után milyen jellegtelen kapitányként, miközben sokkal inkább Ross / Vörös Hulk kap hangsúlyt. A film cselekményét pedig alapvetően kihagyott lehetőségként értékelték, ami karcolgatja ugyan egy politikai thriller műfaját is, a végére viszont közhelyes és kiszámítható lesz, nem igazán ad semmi újat, nélkülözi a grandiózusságot, miközben tele van logikátlanságokkal. Hozzátették, hogy a film a 17 évvel korábbi A hihetetlen Hulk történetének amolyan folytatásaként készült el, ami nem feltétlenül volt jó döntés, mert annak szereplői és cselekménye ennyi idő után sokaknál kikopott az emlékezetből – már azoknál, akik egyáltalán látták –, miközben a dramaturgia sok szempontból arra támaszkodik (valamint kis részben az Örökkévalókra). A film nem túl jól sikerült történetét az utólagos pótforgatásokkal is magyarázták. Mindezekkel együtt is azonban többen egy nézhető képregényfilmként értékelték a közelmúlt gyengének ítélt képregényfilmjeihez képest.